# Phrixolepia sericea
Phrixolepia sericea är en fjärilsart som beskrevs av Butler 1877. Phrixolepia sericea ingår i släktet Phrixolepia och familjen snigelspinnare. Inga underarter finns listade i Catalogue of Life.